# 38º Reggimento missilistico contraereo "Maggior generale Jurij Tjutjunnyk"
Il 38º Reggimento missilistico contraereo "Maggior generale Jurij Tjutjunnyk" (in ucraino 38-й зенітний ракетний полк імені генерал-хорунжого Юрія Тютюнника?, 38-j zenitnyj raketnyj polk imeni heneral-chorunžoho Jurija Tjutjunnyka, unità militare А3880) è un'unità di artiglieria contraerea delle Forze terrestri ucraine, subordinata al Comando operativo "Sud" e con base a Čornomors'ke.

## Storia
Nell'agosto del 2016 elementi del 2º Battaglione del 1039º Reggimento missilistico contraereo sono stati trasferiti nella regione di Cherson. A partire da questa unità il 10 settembre, presso Čornomors'ke nell'oblast' di Odessa, è stato costituito il 38º Reggimento missilistico contraereo. Nel corso del 2017 il reggimento ha svolto esercitazioni con reparti di artiglieria del Comando operativo "Sud", prima di essere impiegato in combattimento nell'Ucraina orientale durante la guerra del Donbass. Il 23 agosto 2021 è stato ufficialmente intitolato al generale Jurij Tjutjunnyk, comandante dell'esercito della Repubblica Popolare Ucraina. Il 30 settembre 2024 è stato insignito del titolo onorifico "Per il Valore e il Coraggio" da parte del presidente ucraino Volodymyr Zelens'kyj.

## Comandanti
- Colonnello Ihor Savenkov (2016 - 2020)
- Colonnello Vitalij Tvardovs'kyj (2020 - 2022)
- Colonnello Roman Žyvotčenko (2022 - in carica)